# Người nổi tiếng
Người nổi tiếng là những cá nhân hoặc nhóm người được nhiều người biết đến nhờ sự quan tâm rộng rãi từ các phương tiện truyền thông đại chúng. Thuật ngữ này thường dùng để nói về những người có danh tiếng. Một người có thể trở nên nổi tiếng qua nhiều con đường, như tích lũy tài sản lớn, hoạt động trong lĩnh vực thể thao, giải trí, chính trị, hoặc nhờ mối liên hệ với những người nổi tiếng khác. Khi nói đến 'người nổi tiếng', thường nghĩ đến hình ảnh tích cực, khác với những từ trung tính như 'nổi danh' hoặc các từ mang nghĩa tiêu cực như 'khét tiếng' hay 'tai tiếng'.

## Người nổi tiếng trên mạng
Nhiều người nổi tiếng hiện nay sử dụng mạng xã hội và các nền tảng như YouTube, Twitter, Facebook, Instagram và Snapchat. Những nền tảng này giúp họ kết nối trực tiếp với người hâm mộ, không cần qua truyền thông truyền thống. Mạng xã hội cũng biến nhiều người ngoài lĩnh vực giải trí và thể thao trở thành người nổi tiếng trong cộng đồng của họ. Điều này làm cho người nổi tiếng gần gũi hơn với công chúng, góp phần vào sự thành công của các tạp chí như Us Weekly và People. Một ví dụ khác là blogger nổi tiếng Perez Hilton, người gây chú ý nhờ viết blog về đời tư của các ngôi sao.
Sự phát triển của mạng xã hội và điện thoại thông minh đã thay đổi hoàn toàn cách mọi người trở nên nổi tiếng. Thay vì che giấu đời tư như thời kỳ Hollywood xưa, giờ đây thông tin được đăng tải lên mạng bởi cả người hâm mộ lẫn chính người nổi tiếng. Các nền tảng như Twitter, Facebook, Instagram và YouTube có thể giúp ai đó trở nên nổi tiếng chỉ sau một đêm. Ví dụ, Justin Bieber bắt đầu sự nghiệp từ YouTube khi đăng video hát của mình và nhanh chóng được phát hiện. Người hâm mộ có thể tiếp cận trực tiếp với nội dung của anh và tương tác trên nhiều nền tảng khác nhau. Điều này đã thay đổi cách hiểu về sự nổi tiếng, khi bất kỳ ai cũng có thể trở nên nổi tiếng và giàu có từ chính ngôi nhà của mình. Tuy nhiên, mạng xã hội cũng làm cho người nổi tiếng khó giữ được sự riêng tư.
Mạng xã hội còn giúp một số người nổi tiếng hơn, như Tila Tequila nhờ MySpace.

### Châu Á

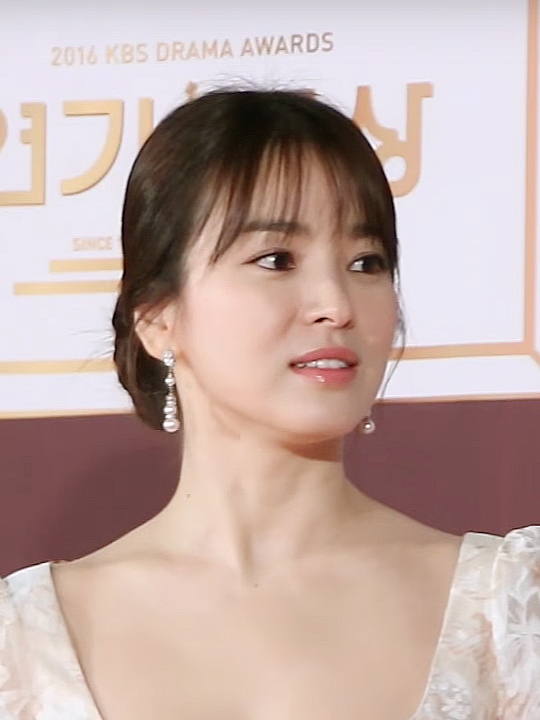
Song Hye-kyo là nữ diễn viên Hàn Quốc nổi tiếng qua các phim như Trái tim mùa thu và Hậu duệ mặt trời.

Theo BBC, ở Trung Quốc có xu hướng các ngôi sao internet được gọi là Wanghong. Họ được chia thành hai loại: những người tạo nội dung như Papi Jiang, thường bị kiểm duyệt vì dùng ngôn ngữ không phù hợp, và những người bán hàng trực tuyến trên Taobao, tương tự Amazon ở Trung Quốc.

## Nổi tiếng không nhờ tài năng

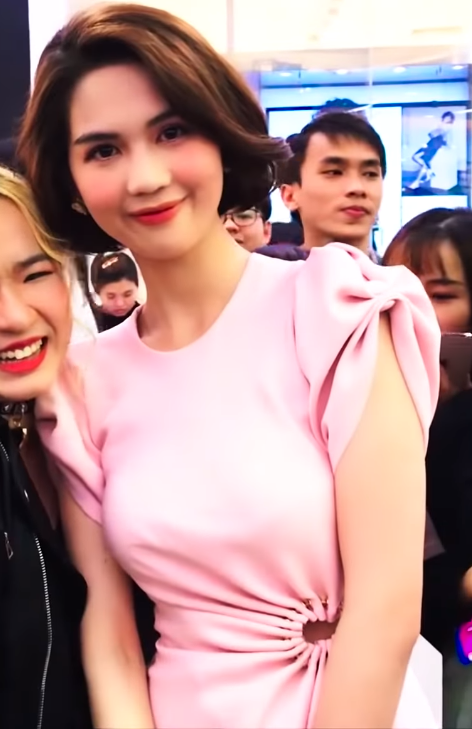
Người mẫu Ngọc Trinh là một trong những người nổi tiếng thường được mô tả là không có tài năng.

Nổi tiếng không nhờ tài năng, hay nổi tiếng vì nổi tiếng theo văn hóa đại chúng, là một thuật ngữ dùng để chỉ người nổi tiếng mà không có lý do cụ thể nào hoặc là thông qua mối quan hệ với người nổi tiếng khác. Thuật ngữ này mang tính miệt thị, ám chỉ người nổi tiếng không có tài năng hay khả năng đặc biệt nào. Sự nổi tiếng theo cách này đã làm dấy lên những lời chỉ trích vì đề cao sự công nhận hời hợt hơn là những thành tựu thực chất, đồng thời phản ánh sự thay đổi trong cách nhìn nhận danh tiếng và thành công trong văn hóa hiện đại.

## 15 phút nổi tiếng
Cụm từ "15 phút nổi tiếng" dùng để chỉ sự nổi tiếng ngắn ngủi, thường bị hiểu nhầm là do Andy Warhol nói. Một số người nổi tiếng theo kiểu này chỉ là những người bình thường xuất hiện bên cạnh các ngôi sao lớn và đôi khi được nhắc đến trên các kênh giải trí như E! News. Họ trở nên nổi tiếng nhờ những hành động lạ lùng hoặc gây chú ý. "Nhiều thí sinh trong các chương trình truyền hình thực tế cũng thuộc nhóm này. Họ xuất hiện trên TV chỉ vì là những người thật với câu chuyện đời thực."